# Roy Homme
Roy Homme (ur. 7 października 1909 w Stady, Dakota Północna, zm. 25 kwietnia 2007 w Billings, Montana), koszykarz amerykański, mistrz rozgrywek akademickich.
Szkołę średnią ukończył w Outlook (Montana), gdzie należał do wyróżniających się koszykarzy. Rozpoczął następnie studia na University of Montana i został włączony do programu treningowego stanowej reprezentacji uniwersyteckiej, która dominowała w tym czasie w rozgrywkach krajowych. Zespół z Montany, o przydomku "Golden Bobcats", zdobywał średnio w meczu 60 punktów, przy ówczesnych standardach (w rozgrywkach uczelnianych) wynoszących około 40. Największą gwiazdą prezentujących nowoczesny styl gry koszykarzy był przyjęty później do Hall of Fame koszykówki John Thompson. Homme występował w tym zespole w sezonie 1928/1929, kiedy Golden Bobcats osiągnęli bilans 36 wygranych przy 2 porażkach; zostali też uznani za mistrzów kraju w rozgrywkach międzyuczelnianych przez organizację Helms Athletic Foundation (tytuł równoznaczny z późniejszym mistrzostwem National Collegiate Athletic Association). Homme, jako debiutant, nie należał do pierwszoplanowych postaci zespołu, był natomiast w późnym wieku ostatnim żyjącym członkiem ekipy mistrzowskiej.
Na początku lat 30. Homme przeniósł się na Brigham Young University w Provo, gdzie kontynuował studia, pracując jednocześnie jako asystent trenera zespołu lekkoatletycznego. Dyplom tej uczelni uzyskał w 1934, później obronił również magisterium na University of Montana. Po studiach zatrudnił się w szkolnictwie, kierował placówkami w Antelope (Montana) i Medicine Lake (Minnesota), trenując równocześnie szkolne reprezentacje koszykarskie i lekkoatletyczne. Później pracował jako sprzedawca w kilku branżach (stalowych konstrukcji na potrzeby farmerów, ubezpieczeń i innych). Przez wiele lat prowadził klub bowlingowy w Plentywood (Montana). Do późnego wieku uprawiał sport, występując w rozgrywkach weteranów w golfie (był kibicem Tigera Woodsa) i strzelectwie (trzykrotnie sięgnął po mistrzostwo stanowe weteranów w konkurencji trap).
W 1986 doczekał się przyjęcia całej ekipy Golden Bobcats do Hall of Fame sportu w stanie Montana. Zmarł w wieku 97 lat w kwietniu 2007.